# Lenno (Włochy)
Lenno – miejscowość i gmina we Włoszech, w regionie Lombardia, w prowincji Como.
Według danych na rok 2004 gminę zamieszkiwały 1782 osoby, 198 os./km².
4 lutego 2014 gmina została zlikwidowana.